# هتل و کازینوی ایمپریال پالاس
هتل و کازینوی ایمپریال پالاس (به انگلیسی: Imperial Palace Hotel and Casino) نام یک هتل و کازینو در شهر لاس وگاس در آمریکا است، و یک نمایشگاه و موزه اتومبیل قابل توجهی دارد.

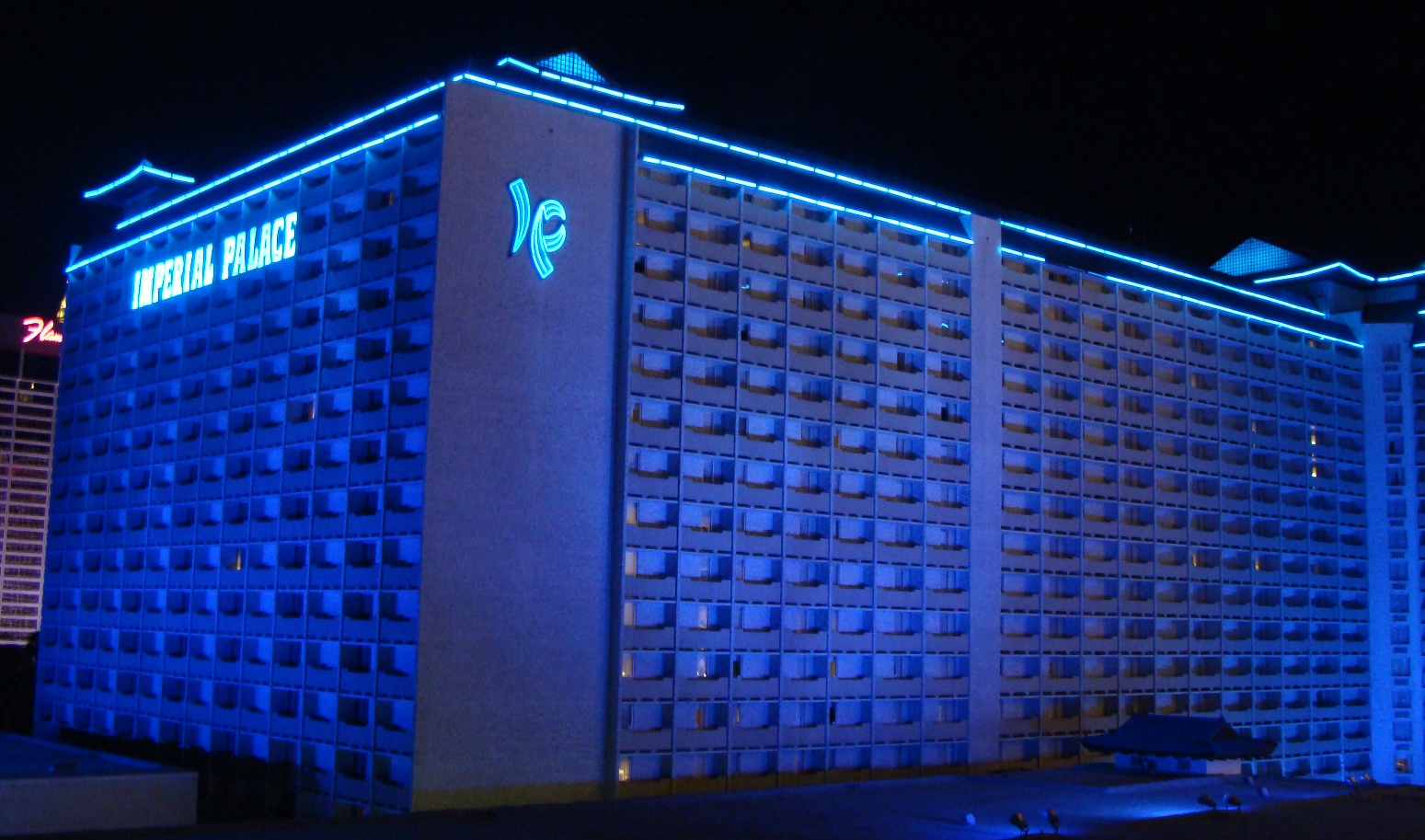